# (31) Eufròsine
Eufròsine és l'asteroide núm. 31 de la sèrie del cinturó principal d'asteroides, descobert a Washington l'1 de setembre del 1854 per James Ferguson. És un dels asteroides més grans del cinturó principal i és el primer asteroide trobat a Amèrica del Nord. Porta el nom d'Eufròsine, una de les Càrites de la mitologia grega.
Es tracta d'un cos més o menys fosc prop de la vora exterior del cinturó principal. En conseqüència, no és visible amb binoculars; té una magnitud màxima en oposició al voltant de 10,2, i és més feble que qualsevol dels trenta asteroides descoberts que s'havien descobert abans.
És un cos molt poc estudiat, tot i ser un dels asteroides més grans. Es tracta d'un asteroide de tipus C, amb una superfície primitiva. La seva òrbita, però, és força inusual i té una gran semblança amb la de (2) Pal·les per la seva gran inclinació i excentricitat. Mentre que Pal·les i Eris (els únics cossos amb òrbites més inclinades) tenen nodes orbitals prop del periheli i afeli, el periheli d'Eufròsine es troba en el punt més septentrional de la seva òrbita.